# 詹姆斯·阿布雷兹克
詹姆斯·乔治·阿布雷兹克（英語：James George Abourezk，/ˈæbərɛsk/ AB-ur-esk，1931年2月24日—2023年2月24日），美国律师及政治人物，南达科他州民主党籍人士，曾任美国参议院及众议院议员，美国第一位阿拉伯裔联邦参议员。他于1980年设立美国 - 阿拉伯反歧视委员会，旨在消除国内的反阿拉伯情緒。朝鲜战争时期，阿布雷兹克于美国海军服役，但同时亦反对美国在中东的外交政策，特别是与阿以冲突有关的部分。在他的领导下，美国 - 阿拉伯反歧视委员会在伊拉克入侵科威特及随后的海湾战争中非常活跃，原因是他担心针对阿拉伯人以及被误认为是阿拉伯人的人士的仇恨犯罪率上升。
阿布雷兹克于1971年至1973年就职于南达科他州众议院，随后于1973年至1979年就职于美国参议院，期间撰写了旨在保护美国原住民家庭及文化的《印第安儿童福利法案》，该法案于1978年获国会通过，赋予各部落政府针对居住在印第安保留地的儿童的特殊管辖权，但对于保留地以外各寄养场所内的儿童则仅赋予推定管辖权。

## 早年经历
阿布雷兹克生于南达科他州伍德的一个黎巴嫩希臘正教會家庭，父母都是黎巴嫩移民，母亲是一名家庭主妇，父亲拥有两家常规杂货店，家中共有五个孩子。他成长于羅斯巴德印地安保留區，在家中一直说阿拉伯语，直到上小学时才学习了英语。16岁时，阿布雷兹克因亵渎老师而被开除，其后离家与兄弟汤姆一起生活。后来阿布雷兹克重返校园，并于1948年高中毕业。
1948年至1952年间，阿布雷兹克到美国海军服役，亲身经历了朝鲜战争。他在军事基地训练营接受了12周的训练后，受到电工大副学校录取（英語：Electricians' Mates School），其后被派往海军驻扎在日本的战舰上待命。
退伍后，阿布雷兹克先后进入农场、赌场工作，做过一段时间的柔道教练，还曾在南达科他州罗克维尔经营过一个女同性恋酒吧，并将后来的南达科他州州长威廉·詹克洛聘为调酒师。1961年，阿布雷兹克自南达科他州拉皮德城的南达科他州矿业大学取得土木工程学位后赴加利福尼亚州从事土木工程，其后返回南达科他州，进入当地的民兵导弹国家历史遗址工作。32岁时，阿布雷兹克决定学习法律，最终在1956年从弗米利恩的南达科他大学法学院取得法律博士学位。

## 政治生涯
阿布雷兹克在拉皮德城进行了他的第一次法律实践，其后加入民主党，并于1968年参与南达科他州总检察长选举，惟最终被戈登·米德兰击败。1970年，阿布雷兹克通过南達科他州第二國會選區（1983年解散）的选举成功进入众议院，任期自1971年至1973年。
1972年，阿布雷兹克进入参议院，任期自1973年至1979年，此后没有寻求连任。在此期间，阿布雷兹克担任了参议院印第安事务委员会的首任主席，1974年，阿布雷兹克被《时代》杂志列入“200张未来面孔”。
在参议院任职期间，阿布雷兹克推动了《1975年印地安自決暨教育補助法》及《美国印第安人信仰自由法案》的设立，前者赋予了印第安部落更多的自治权利，这些部落接受印第安事务委员会拨款，但可以自行决定这些钱款的去向，同时法案还减少了委员会对这些部落的直接影响。另外， 他在1978年撰写了《印第安儿童福利法案》，旨在保护印第安家庭免受分裂，从联邦层面强调这些儿童应该在本族文化背景下成长，同时赋予各部落法庭针对保留地儿童抚养权归属的优先决定权以及对保留地以外儿童归属的推定管辖权。此前印第安儿童一度被社会机构转移到各寄养场所或是极大比例地被其他非印第安家庭收养，致使印第安文化面临危机。
美国在冷战时期设立了一个公共安全辦公室，由美国国际开发署管辖，负责训练外国警员，时常出现侵犯人权的状况，当时任职于参议院的阿布雷兹克强烈谴责该机构，于1974年设立法案禁止引入外国警员，又于次年下令将该机构关停，
自进入参议院后，阿布雷兹克几乎每天都面对着中东冲突各方代表，例如1973年黎巴嫩大使馆邀请他访问贝鲁特以及1974年会见阿拉伯领导人以尝试推动以巴和解。他曾在1974年提出希望以色列能归还耶路撒冷旧城区、约旦河西岸及加沙地带，但遭到以色列拒绝。1976年，参议院发起停止向容留国际认定的恐怖分子的国家提供援助的投票，阿布雷兹克认为此前从未有向以色列军方的恐怖行为提供援助的情况，遂投下反对票。
1973年，美国印第安运动抗议者发起伤膝占领行动，要求联邦政府履行历史上与奧格拉拉达成的协议，参议员阿布雷兹克及乔治·麦戈文共同建议通过与对方领导人谈判的方式来终止此次行动。1974年夏，阿布雷兹克引入《美国印第安政策审查委员会法案》（英語：American Indian Policy Review Commission Act），成立了一个由11名成员组成的委员会，由阿布雷兹克本人担任主席，并于1977年该委员会发布审查报告后离任，同年接任刚刚成立的印第安事务特别委员会主席，于1979年离开参议院后离任。
1976年，医生兼律师康妮·平克曼-乌里发表一份报告称有高达四分之一的女性原住民被强迫进行消毒，阿布雷兹克下令美國政府問責署对此进行调查。
阿布雷兹克是通过国家倡议进程实现更直接民主的早期支持者之一，这种进程曾于1898年被南达科他州在州级层面运用。1977年1月，阿布雷兹克与同僚马克·哈特菲尔德共同推动了一项关于宪法修订的提议，该提议建议新宪法允许以普选的方式实行联邦法律，规定若投票人持有曾参加过上届总统选举的人中3%的人的签名，便可以参加立法普选。这项提议收获了大量媒体报道，阿布雷兹克本人主持了该提议的听证会，并表示该提议是基于“对美国人的智慧的信任”。虽然提议在1978年收获了参众两院更多人的支持，但国会一直未采取相关行动，最终使得大众兴趣逐渐消散。
1977年，阿布雷兹克与麦戈文带领了若干名篮球球员访问古巴，这些球员均来自南达科他州，此前曾与古巴篮球队打过一场比赛。
1978年，即将从参议院离任的阿布雷兹克宣布不寻求连任，他的位置最终被来自共和党且长期与他存在政治争执的拉里·普雷斯勒代替。

### 政治观点
离开参议院后，阿布雷兹克前往华盛顿特区担任伊朗伊斯兰共和国的法律顾问，其因此被纽约时报称为“华盛顿的伊朗人”。他曾在一次与伊朗前国王政府参与签订的一份合同有关的赔偿诉讼案中为伊朗辩护，并尝试收回据称被穆罕默德-礼萨·巴列维夫妇拿走的伊朗国有资产。

阿布雷兹克曾对1967年的自由號事件表示愤慨，并曾公开到达事发现场进行调查，认为： 
"自由号事件最令人羞耻的地方在于我们的水手没有被当做爱国人士和英雄，而是被当成敌人来对待。没有任何其他事件能比这次事件更清楚地表明以色列游说团体的力量 – 他们能让历届美国政府同时保持沉默。允许以色列以及他们在美国的奴才制造的谎言在美国大肆传播，会令我们这些为我们的军人感到自豪的人大为失望。"
1980年，阿布雷兹克成立草根公民权利组织美国 - 阿拉伯反歧视委员会。1987年，阿布雷兹克与美国犹太人委员会的海曼·布克班德合著了一本论述美国中东政策的书籍。1989年，阿布雷兹克出版《建议与异议：南达科他州及参议院回忆录》（英語：Advise and Dissent: Memoirs of South Dakota and the U.S. Senate，ISBN 1-55652-066-2）一书。
2003年，阿布雷兹克率先指控Probush.com网站诽谤，随后珍·芳達与罗克珊·邓巴-奥尔蒂斯也相继加入原告阵营。本次诉讼最终于2005年结束。
2007年，阿布雷兹克接受由真主党提供经济支持的媒体灯塔卫视
采访，认为犹太复国主义者正在利用911事件来激起对伊斯兰的恐惧情绪，并认为他们已渗入美国国会，而真主党及哈马斯都是这一主义的抵抗力量。
自参议院退休后，阿布雷兹克到南达科他州的苏瀑当了一名律师及作家，继续支持原住民部落的主权及文化。2015年7月，阿布雷兹克就戈德华特研究所对《印第安儿童福利法案》提起的诉讼作出回应，表示该法案对保护印第安文化非常重要，并提到贝利·戈德华特本人亦曾在1977年投票支持过该法案，并且经常向他咨询与印第安人有关的问题。
阿布雷兹克曾对美国联邦调查局在阿拉伯骗局事件中所实施的钓鱼执法提出批评，被《赫芬顿邮报》的詹姆斯·佐格比称为“一名勇敢的前参议院议员”。

## 个人生活
阿布雷兹克有过三次婚姻，其中第一次婚姻于1981年结束，而他与第一任妻子育有三个孩子。他的最后一段婚姻为1991年开始，并一直维持到他去世。
阿布雷兹克是一名希腊东正教天主教徒，其一生大部分时间都居住在南达科他州。
2023年2月24日，阿布雷兹克在其92岁生日当天于苏瀑的家中去世，其葬礼在5月28日于苏瀑市中心的华盛顿文体馆举行。